# Хоган, Джимми
Джеймс (Джи́мми) Хо́ган (англ. James «Jimmy» Hogan; 16 октября 1882, Нельсон, Северо-Западная Англия — 30 января 1974, Бернли, Северо-Западная Англия) — английский футболист и тренер. Автор «шотландского стиля» игры, ставшего прообразом дунайской школы футбола.
Он обучил нас всему, что мы знаем о футболе. Густав Шебеш

## Биография
Родился в семье ирландских католиков. В 1896 году, когда Хогану было только 14 лет, семья переехала в город Бернли. Своё образование Хоган получил в Манчестере, там же он начал играть в футбол, выступая за школьную команду, в которой впоследствии стал капитаном.

### Игровая карьера
В возрасте 16-ти лет Хоган окончил школу и устроился работать бухгалтером, вместе с тем он не бросил футбол, начав играть за команду «Бернли Бельведер». В 1900 году Хоган перешёл в клуб его родного города «Нельсон», а спустя сезон в «Рочдейл». В 1902 году Хоган перешёл в клуб второго английского дивизиона «Бернли», где он играл на позиции правого центрального нападающего.
Через 3 года Хоган перешёл в «Фулхэм», с которым в сезоне 1906/07 он вышел во второй английский дивизион. Через год дошёл до полуфинала кубка Англии, где «Фулхэм» проиграл 0:6 «Ньюкасл Юнайтед». Во время игры за «Фулхэм» Хоган получил тяжелую травму колена, из-за которой он был вынужден покинуть команду.
Он перешёл в «Суиндон Таун», но провёл в клубе лишь несколько месяцев и ушёл оттуда в «Болтон Уондерерс». С которым в первый же сезон поднялся в высшую английскую лигу. В 1909 году Хоган совершил вместе с клубом поездку в Нидерланды, в город Дордрехт. В сезоне 1909/10 Хоган стал одним из немногих игроков в клубе, которые провели все 38 матчей чемпионата в сезоне, однако игра Джимми не спасла «Фулхэм», вылетевший во второй дивизион.

### Тренерская карьера
В 1910 году Хоган вновь уехал в Голландию, возглавив клуб «Дордрехт». В этом клубе он начал уделять особое значение контролю мяча и точности нижних передач, что было несвойственно английскому футболу. Во время работы в «Дордрехте» Хоган возглавлял на одну игру сборную Нидерландов, которую привёл к победе над Германией со счётом 2:1. После работы в «Дордрехте» Хоган ненадолго вернулся в «Болтон» в качестве игрока и помог клубу выйти в высший дивизион.
В 1912 году сборная Австрии играла с командой Венгрии, готовясь к Олимпиаде-1912. Хуго Майсль, главный тренер австрийцев, был недоволен игрой своей команды, за советом он обратился к английскому судье Хоукрафту, который порекомендовал Майслю Хогана. Майсль нанял англичанина на 6 недель, чтобы тот подготовил австрийцев к Олимпиаде, а также помогал клубам Австрии, в которых выступали игроки национальной сборной. Австрия в четвертьфинале проиграла команде Нидерландов со счетом 1:3 и дошла только до финала утешительного турнира Олимпиады. Тем не менее, выступление команды было признано удачным, а встреча Хогана и Майсля стала началом их многолетней дружбы.
Хоган доигрывал свой последний сезон в «Болтоне», когда руководители немецкой сборной начали интересоваться Хоганом, расспрашивая о нём и о его методах работы у Майсля. Майсль пригласил Хогана в Вену, чтобы тот лично возглавил сборную Австрии, которая должна была выступать на Олимпиаде 1916 года, и чтобы повысить общий уровень австрийского футбола. Хоган принял приглашение, одновременно с работой в сборной, тренируя клубы «Винер Аматёр» и «Фёрст».
С началом Первой мировой войны Хоган как гражданин враждебного государства был арестован. Хотя его семья смогла выехать, сам Хоган был вынужден оставаться в Вене. Деятельность как клубного тренера закончилась, якобы из-за недостатка финансирования, а потому, чтобы как-то прокормиться, Хоган был вынужден подрабатывать учителем на дому у местного торговца, регулярно отмечаясь в полиции. Вице-президент венгерского клуба МТК узнал о судьбе Хогана и, используя свои связи, смог переправить англичанина в Будапешт, где тот вскоре занял пост главного тренера МТК.
Так как многие игроки МТК были вызваны в армию и находились на фронте, Хогану пришлось заново собирать команду. Подбирая игроков для клуба, Хоган пригласил в него двух совсем молодых игроков — Дьёрдя Орта и Йожефа Брауна, впоследствии ставших звёздами венгерского футбола. Хоган выиграл с МТК два венгерских первенства, 1917 и 1918 годов, во время выступлений в которых клуб проиграл лишь 1 матч. После окончания войны Хоган сразу вернулся в Англию. Чтобы поддержать тренера, Английский футбольный союз выслал Хогану 3 пары шерстяных носков.
Вернувшись в Англию, Хоган несколько лет работал в системе «Ливерпуля» руководителем по отправкам, после чего уехал в Швейцарию, возглавив клуб «Янг Бойз», а через 2 года стал одним из трёх главных тренеров сборной Швейцарии, готовящейся к Олимпиаде в Париже. На самой Олимпиаде швейцарцы дошли до финала, где проиграли Уругваю 0:3. В том же году Хоган ушёл из сборной в клуб «Лозанна».
В начале 1925 года Хоган вернулся в Венгрию и вновь возглавил МТК, в первый же сезон сделав клуб чемпионом и обладателем Кубка Венгрии. Хоган проработал с МТК 2 года, одновременно тренируя сборную Венгрии, после чего уехал в Германию, где тренировал сборную Центральной Германии, а затем клуб «Дрезднер», с которым Хоган 3 раза выигрывал чемпионат Центральной Германии, а в 1930 году дошёл до полуфинала немецкого первенства.
В 1932 году Хоган благодаря посредничеству Хуго Майсля уехал во Францию, где возглавил клуб «Расинг». В том же году Майсль попросил помощи Хогана, чтобы тот помог команде Австрии в матче со сборной Англии в Лондоне. Хоган, находившийся в отпуске, сразу дал согласие и помог подготовке команды, которая проиграла 3:4, но получила высокие оценки от британской прессы. В 1933 году Хоган вновь возглавил «Лозанну», а затем помог Майслю в подготовке к очередной игре, на этот раз со Швейцарией.
В 1934 году Хоган вернулся в Англию, где впервые возглавил английский клуб, которым стала бывшая команда Хогана — «Фулхэм», игравшая во второй английской лиге. В этом клубе играл сын Джимми — Джо Хоган. Работе с Фулхэмом помешал аппендицит, из-за удаления которого Хоган не мог работать и принял решение уволиться из команды. В 1935 году Майсль попросил Хогана подготовить австрийскую команду к Олимпиаде-1936, на которой австрийцы завоевали серебряные медали.
После Олимпиады Хоган возглавил клуб «Астон Вилла», впервые в своей истории вылетевший во второй дивизион. Если в первый сезон «Вилла» заняла место только в середине таблицы, то уже в 1938 году клуб с первого места вышел в высший дивизион. В сезоне 1938/39 клуб занял 12-е место, после чего Хоган был уволен. Однако «Вилла» не выбросила Джимми на улицу, а обеспечила денежное довольствие ему до конца жизни.
После увольнения из «Астон Виллы» Хоган ушёл в «Бернли», где работал в администрации клуба, затем тренировал «Брентфорд», был в штабе «Селтика», возглавляемого Джимми Макгрори, а затем вновь в «Брентфорде». Свою тренерскую деятельность Хоган завершил в молодёжном составе «Астон Виллы».

## Достижения
- Чемпион Венгрии: 1917, 1918, 1925
- Обладатель Кубка Венгрии: 1926
- 24-е место списке лучших тренеров в истории футбола по версии World Soccer: 2013[1][2]